# The Long Trail (film 1910)
The Long Trail è un cortometraggio muto del 1910 diretto da Francis Boggs.

## Trama
Dopo aver ucciso un vecchio indiano per rubare nelle sue trappole, un rinnegato viene inseguito da due uomini che vogliono catturarlo. Quando l'assassino viene consegnato alla giustizia, Natoosha, la figlia della vittima, è piena di gratitudine per i due uomini.

## Produzione
Il film fu prodotto dalla Selig Polyscope Company.

## Distribuzione
Distribuito dalla General Film Company, il film - un cortometraggio in una bobina - uscì nelle sale cinematografiche statunitensi il 27 giugno 1910.